# Індерь
Індерь (рос. Индерь) — село у Доволенському районі Новосибірської області Російської Федерації.
Входить до складу муніципального утворення Індерська сільрада. Населення становить 503 особи (2017).

## Історія
Згідно із законом від 2 червня 2004 року органом місцевого самоврядування є Індерська сільрада.

## Населення
| 2002 | 2007 | 2010 | 2012 | 2013 | 2014 | 2015 |
| ---- | ---- | ---- | ---- | ---- | ---- | ---- |
| 653  | ↘587 | ↘538 | ↘536 | ↘530 | ↘518 | ↘515 |
| 2016 | 2017 |      |      |      |      |      |
| ↘511 | ↘503 |      |      |      |      |      |